# Kraniodiaphysäre Dysplasie
Die Kraniodiaphysäre Dysplasie ist eine sehr seltene angeborene Skeletterkrankung mit überschießender massiver Knochenbildung (Hyperostose und Sklerose) der Schädel- und Gesichtsknochen sowie Aufweitung der Schäfte der langen Röhrenknochen.
Der Erstbeschrieb erfolgte im Jahre 1949 durch den australischen Arzt John Halliday.

## Verbreitung
Die Häufigkeit wird mit unter 1 zu 1.000.000 angegeben, die Vererbung erfolgt wohl autosomal-dominant oder autosomal-rezessiv.

## Ursache
Der Erkrankung liegen bei der dominanten Form Mutationen im SOST-Gen an der Location 17q21.31 zugrunde.

## Klinische Erscheinungen
Klinische Kriterien sind:
- bereits als Säugling hartnäckig verlegte Nasenwege
- später Entwicklung einer vollständigen Obstruktion der Nasenwege, mit Verlegung der Tränenwege
- progrediente knöcherne Nasenwülste am Unterkiefer, Hyperostose des Gesichtsschädels mit Entwicklung einer Leontiasis ossea
- Störungen der Zahnentwicklung
- Zunehmende Einengung des Schädelbinnenraumes und der Foramina mit konsekutiver Optikusatrophie, Schwerhörigkeit, Kopfschmerzen und späteren Krampfanfällen

## Diagnose
Im Röntgenbild findet sich eine massive Hyperostose und Sklerose sämtlicher Schädelknochen, Aufweitung der Schlüsselbeine und Rippen bei fehlender Ausformung der Diaphysen der Röhrenknochen. Die Kortikalis ist abgrenzbar und nicht verdickt.

## Differentialdiagnose
Abzugrenzen ist das Engelmann-Syndrom, welches durch Mutationsanalyse des TGFB1-Gens abgegrenzt werden kann.

## Heilungsaussicht
Das Fortschreiten der Erkrankung kann medikamentös mit Calcitriol/Calcitonin, kalziumreduzierter Diät oder Prednison beeinflusst werden.
Die Erfolgsaussichten sind am größten, wenn die Behandlung bereits im Kleinkindalter begonnen wird.